# Le Soleil assassiné
Le Soleil Assassiné (en castellano El Sol Asesinado) es una película realizada por el director franco-argelino Abdelkrim Bahloul en 2002 estrenada comercialmente en 2003.
Coescrita por Bahloul, Charlotte Guigue y Jean-Pierre Péroncel-Hugoz la película se inspira en una parte de biografía del poeta y escritor homosexual Jean Sénac, un pied-noir que, tras la independencia de Argelia en 1962, decide quedarse en el país.

## Sinopsis
El Festival de Teatro Argelino invita a unos estudiantes, Hamid y Belkacem, dos apasionados por el teatro, a poner en escena la obra que han coescrito. Después de la representación, muy aplaudida, se enteran de que han sido descartados con la excusa de que la obra ha sido interpretada en francés. 
El poeta Jean Sénac, que se encontraba entre el público, les felicita y les anima a seguir. Los tres se hacen amigos. El poeta, combativo defensor de la libertad y de la cultura, encabeza un programa de radio titulado "Poésie sur tous les fronts" muy seguido por la juventud. Pero la policía del régimen lo vigila y una noche de agosto de 1973 Sénac es asesinado.

## Reparto
- Charles Berling - Jean Sénac
- Mehdi Dehbi - Hamid
- Ouassini Embarek - Belkacem
- Clotilde de Bayser - Nathalie Garrigue-Josse
- Abbes Zahmani - Othmane
- Julia Maraval - Keltoum
- Lotfi Abdelli - Zine
- Fethi Haddaoui - Hombre del interrogatorio
- Hichem Rostom - Bramsi
- Alexis Loret - Jacques Miel
- Hajar Nouma - Brigitte

## Premios
- Festival des Films du Monde de Montréal 2003
- Premio Sebastiane - Festival Internacional de Cine de San Sebastián 2003
- Festival International du Film Francophone de Namur 2003